# Каёво
Каёво — деревня в Окуловском муниципальном районе Новгородской области, относится к Боровёнковскому сельскому поселению.
Деревня расположена на Валдайской возвышенности, в 24 км к северо-западу от Окуловки (43 км по автомобильной дороге), до административного центра сельского поселения — посёлка Боровёнка 16 км (25 км по автомобильной дороге).
Деревня разделена с соседней деревней Поддубье, расположенной восточнее, небольшой рекой Мшанкой.

## Население
| 2010 |
| ---- |
| 5    |

## История
В Новгородской губернии деревня была центром Каёвской волости Крестецкого уезда, а с 30 марта 1918 года Маловишерского уезда. До 2005 года центр Каёвского сельсовета.
По ревизским сказкам 1782 года в деревне Коевой проживало 74 души мужского и 86 женского пола.

## Достопримечательности
Памятники истории: усадьба Савичей, дом усадебный и парк регулярной планировки (8,5 га).

### Каёво-Вознесенское — усадьба помещиков Савичей
Одноэтажный деревянный дом с мезонином смотрел в парк и на речку застеклённой террасой и широким балконом. Чуть в стороне стоял флигель, соединённый с главным домом крытым переходом.
Парк раскинулся по обоим склонам реки Мошни, текущей в глубокой и узкой долине. На речке стояла мельничная плотина, образующая небольшое водохранилище. Там была устроена купальня. От неё вверх, к главному дому вела широкая многомаршевая парковая лестница. За парком ухаживал дипломированный садовник поляк К. И. Нарбут. В саду и сейчас ещё растут лиственницы, дубы, пихты, кедры, веймутовы сосны, берёзы, серебристые ивы.
На насыпном холме, обсаженном пихтами, стояла китайская беседка. Ниже по склону, над родником, был навес с иконой на резных столбах. Родник этот — особая достопримечательность Каёва. В его честь карелы, поселившиеся в этих местах в XVII веке, назвали свою деревню. Родник покарельски — кайво.
Атмосфера художественного творчества обитала в усадьбе Савичей. Музыка, живопись. Хорошо рисовала Ольга Александровна Савич-Лисовская и внучка её Любовь Фёдоровна Савич. Учились живописи Костя и Ваня Савичи. Их домашним учителем был Константин Фёдорович Юон. Побывал известный художник и в Каёве.
На одной из известных его картин «Деревня Новгородской губернии», хранящейся в Русском музее Санкт-Петербурга, запечатлён вид на деревню Каёво из деревни Поддубье. В Каёве бывали также художники: И. И. Бродский, М. Г. Платунов, профессор Академии художеств П. П. Иков. В 1918 году Я. И. Савич эмигрировал с семьёй во Францию.
В усадьбе была устроена школа, которая сгорела в 1921 году. На старый фундамент был перевезён другой дом с хутора База, но и он простоял недолго. Позже на этом месте был построен сельский дом культуры — он тоже сгорел.

## Транспорт
Ближайшая железнодорожная станция расположена в Боровёнке. Через деревню проходит автомобильная дорога Боровёнка — Висленев Остров — Любытино.